# Dell Force10 Networks

Logo

Dell Force10 Networks, ehemals Force10 Networks, nCore Networks, ist ein US-amerikanischer Hersteller für 10- und 100-Gigabit-Ethernet-Netzwerkausrüstung. Das Unternehmen ist eine Tochterfirma von Dell und hat Geschäftsstellen in Nordamerika, Europa und an der asiatischen Pazifikküste. Dell schloss die Übernahme von Force10 Networks Ende August 2011 ab.
Das Unternehmen wurde von seinem Gründer Som Sikhdar – einem begeisterten Seemann – nach der Windstärke 10 (schwerer Sturm) der Beaufortskala für Windgeschwindigkeiten benannt. Dies soll den Produkt-Schwerpunkt auf 10-Gigabit Netzwerkprodukten verdeutlichen.

## Produkte
Im Januar 2002 veröffentlichte Force10 Networks den E1200 Switch, der zu dieser Zeit in der Branche der Einzige war, der 10-Gigabit-Ethernet-Vermittlung anbot. Force10 hofft den guten Ruf dank hoher Effizienz und Ausfallsicherheit in hochklassiger Netzwerktechnik einsetzen zu können, um in mittelgroßen Datenzentren und in Betriebsnetzwerken Fuß fassen zu können.
Im Jahr 2007 arbeitete das Unternehmen an einem 100-Gigabit-Ethernet-Switch.
Force10 Networks benutzt NetBSD als Grundlage für ihr Betriebssystem FTOS (Force10 Operating System). Das Unternehmen spendete 2007 für die NetBSD Foundation, um weitere Forschung und die offene Entwicklungscommunity zu unterstützen.

## Kundschaft
Der Kundenkreis von Force10 beinhaltet Unternehmen aus sehr spezialisierten Bereichen, wie zum Beispiel Medien, Finanzdienstleistung, Öl und Gas, Web 2.0 und Spiele. Zu den Kunden von Force10 gehören unter anderem Yahoo, Sega, CERN, DE-CIX und verschiedene Universitäten.